# گمینا لیپنیتسا ویلکا
گمینا لیپنیتسا ویلکا (به لهستانی:  Gmina Lipnica Wielka) یک گمینا در لهستان است که در شهرستان نووی تارگ واقع شده‌است. گمینا لیپنیتسا ویلکا ۶۷٫۴۷ کیلومتر مربع مساحت و ۵٬۵۹۲ نفر جمعیت دارد.